# Protectorat d'Aden
El Protectorat d'Aden fou la zona sota protectorat britànic a l'Aràbia del Sud. Inicialment el van formar nou petits estats propers a Aden:
- Subayha
- Amiri (Dhala)
- Alawi
- Hawshabi (Musaymir)
- Abdali (Lahej)
- Akrabi
- Yafa
- Fadli inicialment conegut per Abyan (del nom de la regió) o per Shukra, primera capital
- Awlaqi

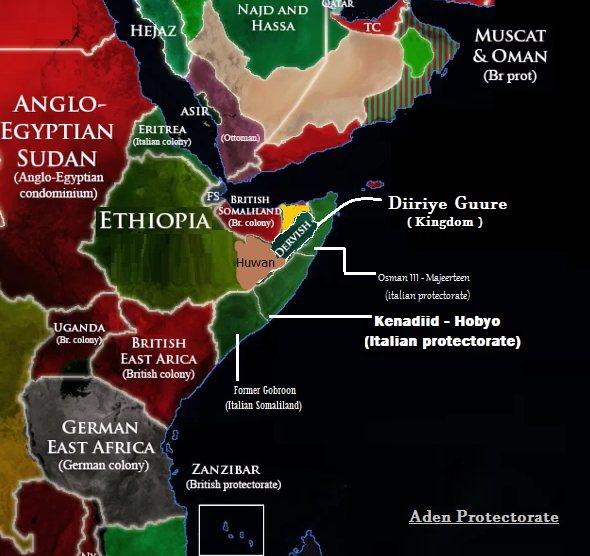

Altres dos estats, més a l'est, Awdhali i Beihan, tenien tractats però no van formar part del protectorat inicial al que es van afegir després del 1917.
La majoria dels estats de la zona es van incorporar al protectorat entre 1888 i 1904. El darrer tractat es va signar el 1954.
El 1917 el Protectorat es va dividir administrativament en el Protectorat Occidental d'Aden i el Protectorat Oriental d'Aden. La diferència entre el protectorat i la colònia d'Aden és que el Protectorat estava governat per caps locals (sultans o xeics principalment) semiindependents però sota supervisió d'un resident britànic i amb obligacions garantides per tractats, mentre la colònia era administrada directament pels britànics.
El 1963 la Federació d'Aràbia del Sud va abraçar pràcticament la totalitat dels estats del Protectorat occidental. Llavors el protectorat d'Aden va recuperar aquest nom (formalment Protectorat de l'Aràbia del Sud) pels estats que no van entrar a la Federació, que foren els soldanats orientals dels Mahra de Quishn i Socotra, els Kathiri de Seiyun i els Quaiti d'Hadramaut i un d'occidental, l'Alt Yafa. Va caure en mans del govern revolucionari d'Aden el 1967 per formar el Iemen del Sud.